# Paparanoja
Paparanoja je čtvrté album polské skupiny Enej, vydané 12. února 2015 pod hudebním vydavatelstvím Lou Rocked Boys. Z alba byly uvolněny promo singly „Zbudujemy dom“ a „Nie chcę spać“.

## Seznam stop
1. „Intro (Eneida)“
2. „Nie chcę spać“
3. „Mnohaya lita“
4. „Sliozy kamiani“
5. „Dzisiaj będę ja“
6. „Z Trojandoju“
7. „Siedmiomilowa szansa“
8. „Hory moi“
9. „Paparanoja“
10. „Kamień z napisem Love“
11. „Zbudujemy dom“
12. „Tak i treba“
13. „Moja mery lu“
14. „Bilia topoli“
15. „Wychowała nas ulica“